# Coste della Sesia

Die Region Piemont und ihre Provinzen

Coste della Sesia ist ein Weinanbaugebiet und eine Denomination in der norditalienischen Region Piemont für verschiedene Weiß-, Rosé- und Rotweine, die 1996 den Status einer „kontrollierten Herkunftsbezeichnung“ (Denominazione di origine controllata – DOC) erhalten haben, die zuletzt am 7. März 2014 aktualisiert wurde. Namensgebend ist der Fluss Sesia; der Denominationsname heißt übersetzt in etwa „Ufer der Sesia“.

## Anbaugebiet

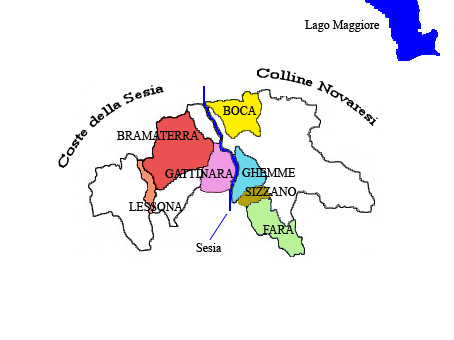
Die Weinbauzonen im Bereich der Sesia (Nordpiemont)

Das Produktionsgebiet gehört zu einem historisch bedeutenden Weinbaugebiet, das sich an den letzten Ausläufern der Alpen zu beiden Seiten des Flusses Sesia in den Provinzen Vercelli und Biella befindet. Hier befinden sich neun DOP Weinzonen, vertreten durch das Schutzkonsortium „Consorzio Tutela Nebbioli – Alto Piemonte“: Gattinara DOCG, Ghemme DOCG, Boca DOC, Bramaterra DOC, Colline Novaresi DOC, Coste della Sesia, Fara DOC, Lessona DOC, Sizzano DOC.
Das Anbaugebiet der Trauben für die Weine mit kontrollierter Herkunftsbezeichnung „Coste della Sesia“ umfasst das gesamte Gebiet der folgenden Gemeinden:
in der Provinz VercelliGattinara, Roasio, Lozzolo, Serravalle Sesia
in der Provinz BiellaLessona, Masserano, Brusnengo, Curino, Villa del Bosco, Sostegno, Cossato, Mottalciata, Candelo, Quaregna, Cerreto Castello, Valdengo und Vigliano Biellese.
Die DOC Coste della Sesia ist eine relativ spät gegründete Denomination (1996) als dessen historischer Kern die DOCG Gattinara – die als DOC Gattinara bereits 1967 entstanden ist – gilt. Weiterhin beinhaltet die DOC Coste della Sesia die Gebiete der traditionellen Anbauzonen Lessona und Bramaterra. Somit stellt diese eine übergeordnete Denomination dar, die es ermöglicht, einen Wein, der zwar auf dem Boden einer dieser historischen Gebiete produziert wurde, aber die vergleichsweise strengeren Produktionsregeln (z. B. hinsichtlich Hektarhöchstertrag, Alkoholgehalt, prozentualer Anteil der zu verwendenden Rebsorten) nicht erfüllt, oder aber aus Trauben gekeltert wurde, die von Weinbergen außerhalb dieser Anbauzonen stammen, ebenfalls als Herkunftswein auf den Markt zu bringen.
Als Gegenstück der DOC Coste della Sesia besteht auf der östlichen Seite der Sesia die 1994 gegründete DOC Colline Novaresi.
Das Regularium umfasst die Weine: „Coste della Sesia“ Rosso, „Coste della Sesia“ Rosato, „Coste della Sesia“ Bianco, „Coste della Sesia“ Nebbiolo, „Coste della Sesia“ Croatina und „Coste della Sesia“ Vespolina.

## Produktionsvorschriften
- Es werden drei Arten von Verschnittweinen erzeugt:[1]
  - „Coste della Sesia“ Rosso:

Nebbiolo (mindestens 50 %), andere nicht näher angegebene, nicht aromatische rote Rebsorten bis 50 %, Hektarhöchstertrag: 10 t/ha
- - „Coste della Sesia“ Rosato:

Nebbiolo (mindestens 50 %), andere nicht näher angegebene, nicht aromatische rote Rebsorten bis 50 %, Hektarhöchstertrag: 10 t/ha
- - „Coste della Sesia“ Bianco:

Erbaluce 100 %, Hektarhöchstertrag: 10 t/ha
- Folgende Weine mit Nennung der Rebsorte werden erzeugt:
  - „Coste della Sesia“ Nebbiolo (regional auch Spanna genannt):

Nebbiolo (mindestens 85 %), andere nicht näher angegebene, nicht aromatische Rebsorten bis 15 %, Hektarhöchstertrag: 9 t/ha
- - „Coste della Sesia“ Croatina:

Croatina (mindestens 85 %), andere nicht näher angegebene, nicht aromatische Rebsorten bis 15 %, Hektarhöchstertrag: 10 t/ha
- - „Coste della Sesia“ Vespolina:

Vespolina (mindestens 85 %), andere nicht näher angegebene, nicht aromatische Rebsorten bis 15 %, Hektarhöchstertrag: 10 t/ha

## Beschreibung
(laut Produktionsvorschrift)

### Coste della Sesia Rosso
- Farbe: granatrot, mit orangeroten Tönen bei Alterung
- Geruch: charakteristischer Duft, fein und intensiv
- Geschmack: trocken, angenehm, harmonisch
- Alkoholgehalt: mindestens 11 Volumenprozent
- Gesamtsäure: mindestens 4,5 g/l
- Trockenextraktgehalt: mindestens 19 g/l

### Coste della Sesia Rosato
- Farbe: helles rosa, mehr oder weniger intensiv
- Geruch: charakteristischer Duft, fein
- Geschmack: trocken, harmonisch
- Alkoholgehalt: mindestens 11 Volumenprozent
- Gesamtsäure: mindestens 4,5 g/l
- Trockenextraktgehalt: mindestens 16 g/l

### Coste della Sesia Bianco
- Farbe: strohgelb, mehr oder weniger intensiv
- Geruch: charakteristischer Duft, fein, intensiv
- Geschmack: trocken, harmonisch
- Alkoholgehalt: mindestens 11 Volumenprozent
- Gesamtsäure: mindestens 4,5 g/l
- Trockenextraktgehalt: mindestens 16 g/l

### Coste della Sesia Nebbiolo
- Farbe: granatrot, mit orangeroten Tönen bei Alterung
- Geruch: charakteristischer Duft, intensiv
- Geschmack: trocken, strukturiert, harmonisch
- Alkoholgehalt: mindestens 11,5 Volumenprozent, mit Zusatz „Vigna“ 12 Volumenprozent
- Gesamtsäure: mindestens 4,5 g/l
- Trockenextraktgehalt: mindestens 20 g/l

### Coste della Sesia Croatina
- Farbe: granatrot, mehr oder weniger intensiv
- Geruch: charakteristischer Duft, intensiv
- Geschmack: trocken, strukturiert, ausgewogen
- Alkoholgehalt: mindestens 11 Volumenprozent, mit Zusatz „Vigna“ 11,5 Volumenprozent
- Gesamtsäure: mindestens 4,5 g/l
- Trockenextraktgehalt: mindestens 19 g/l

### Coste della Sesia Vespolina
- Farbe: intensives granatrot
- Geruch: charakteristischer Duft, intensiv
- Geschmack: trocken, strukturiert
- Alkoholgehalt: mindestens 11 Volumenprozent, mit Zusatz „Vigna“ 11,5 Volumenprozent
- Gesamtsäure: mindestens 4,5 g/l
- Trockenextraktgehalt: mindestens 19 g/l